# Шамберја
Шамберја (фр. Chambéria) насеље је и општина у источној Француској у региону Франш-Конте, у департману Јура која припада префектури Лон ле Соније.
По подацима из 2011. године у општини је живело 167 становника, а густина насељености је износила 11,38 становника/km². Општина се простире на површини од 14,67 km². Налази се на средњој надморској висини од 400 метара (максималној 582 m, а минималној 356 m).

## Демографија
| 1962. | 1968. | 1975. | 1982. | 1990. | 1999. | 2011. |
| ----- | ----- | ----- | ----- | ----- | ----- | ----- |
| 164   | 182   | 154   | 134   | 135   | 149   | 167   |

График промене броја становника у току последњих година